# Krk (město)
Krk je město na ostrově Krk, na pobřeží Krcké zátoky. Jádrem města je středověká čtvrť, labyrint úzkých křivolakých uliček; na něj navazuje přístav pro čluny a malé lodě.
Nové části města jsou vilové čtvrti. Velké množství domů funguje jako penziony.
Pobřeží kolem města je skalnaté, upravené pláže jsou kamínkové nebo betonové. Význačné krcké hotely jsou Dražica, Bor, Tamaris a Koralj. Na pobřeží se nachází velký autokemp. Město je autobusovou dopravou spojeno s dalšími městy na ostrově.

## Památky
Mohutné opevnění z 12. století, které se ve značné míře dochovalo dodnes, dává městečku středověký ráz. Síť úzkých uliček se vine okolo románské katedrály až k hradu z 15. století. Na místě původní raně křesťanské baziliky stojí Mariánská katedrála, která byla stavěna od 13. do 16. století, kdy byla dokončena zvonice.

## Městský znak
Město má oválný znak s bílou sovou (heraldicky stříbrnou) na modrém, žlutě (heraldicky zlatě) lemovaném, poli.